# Шепот от отвъдното (сезон 5)
Петият сезон на Шепот от отвъдното, американски сериал, създаден от Джон Грей, се излъчи в САЩ между 25 септември, 2009 г. и 21 май, 2010 г., съдържайки 22 епизода. Сериалът следи живота на млада жена, която може да общува с духовете на мъртвите. Докато някои хора отблъскват нея и дарбата ѝ, Мелинда се бори да води възможно най-нормален живот със семейството си.
Петият сезон се излъчваше в САЩ всяка петък вечер в 20:00 по CBS, последван от шестия сезон на Медиум, където получи 7.78 милион зрители средно на епизод, най-ниският среден рейтинг от всички сезони.
Този сезон е последен, след като CBS реши да спре сериала на 18 май, 2010 г., заради ниски рейтинги.
Сезонът започна своето излъчване в България на 20 май 2011 г. по FoxLife и завърши на 5 август 2011 г.

## Сюжет
Пети сезон започва с 25 септември 2009 година с раждането на Ейдън Лукас(Ейдън – името на дядото на Джим, Лукас – фамилията на Сам). Мелинда едва не губи бебето и умира, но Карл(от Наблюдателите) спира времето и ги спасява. Прескачаме 5 години напред и разбираме, че Ейдън вижда Сенките и Блестящите. Сенките, които преди бяха подчинили Гейбриъл и Романо, сега нямат помощ от другите и вместо да спират всеки отделен дух да премине отвъд, те започват да се опитват да завладеят Мелинда и Ейдън. Те също се опитват да им отнемат Книгата на Промените, защото тя им помага. Когатато връзката между Мелинда, Ейдън, Сенките и Блестящите достига своята кулминация, Сенките обладават Мелинда, а Айдън събира всички Блестящи, които се оказват преминали духове на деца. С помощ от Книгата, която им показва надпис „Тъмнината ще дойде и ще погълне ги погълне, освен ако семейството на Светлината превърне нощта в ден“, Ейдън и Блестящите унищожават Сенките, заедно с всички врагове на Мелинда. Същата вечер, Мелинда и Джим слагат Ейдън да спи като най-нормално семейство. Мелинда му казва, че той е нейният герой, а той ѝ отвръща „Също както ти си, мамо... Всеки ден“. Мелинда поглежда майчински Ейдън, с насълзени очи, докато историята и върви към своя край.

## Продукция
Шепот от Отвъдното е планиран приблизително 2 години преди премиерата си. Той е съвместна продукция на ABC Studios и CBS. Базиран е на истории на Джеймс Ван Прааг и Мери Ан Уинковски. Заснет е на сцени в Universal Studios, като за част от декора са използвани декори от други филми. Екипът на сериала твърди, че са посещавани от истински духове, докато снимат.
В началото са предвидени само 13 епизода за целия сериал, но след успешния си дебют на 23 септември, 2005 година е поръчан пълен 22-епизодов първи сезон. След като Шепот от Отвъдното разбива мита за проклятието на петък вечер(в САЩ в петък вечер рейтингите на всички предавания падат) той продължава и за втори сезон. Трети сезон прави своята премиера, но рейтингите падат и това съвпада със Стачката на сценаристите, която оставя сериала 3 месеца без нови епизоди и в опасност от спиране. Но CBS поръчват още 6 епизода и така сезонът остава най-краткия от всички, със своите 18 епизода.
Когато четвърти сезон дебютира, рейтингите се вдигат драстично и сериалът се популяризира дори повече. CBS добавят още 1 епизод към планираните 22 поради успеха на сезона. В интервю с Е! продуцентът П.К. Саймъндс обявява, че Шепот от Отвъдното ще продължи с 5-и сезон от 25 септември, 2009 година. През сезона рейтингите падат драстично, което предизвиква спирането на сериала на 18 май, 2010 г.
През сезонът екипът отпразнува стотния епизод (Implosion), заснет през декември и излъчен през март 2010 г. На 18 май, 2010 г. сериалът е спрян.

## Рейтинг
В пети сезон рейтингите падат драстично до небивали дотогава ниски рекорди. Епизод след епизод, рейтингите падат, докато след цял месец пауза без нови епизоди, на 5 март, 2010 г. се излъчва стотния епизод, получавайки най-ниския рейтинг дотогава – 7.36 милион зрители. Следващият получава 7.22 милиона. След това рейтингите леко се завишават, но изненадващо и без причина 17 епизод получава най-ниския рейтинг в историята на Шепот от Отвъдното – 5.96 милиона зрители. Почти половината от най-високия рейтинг, 2.8 милиона зрители по-малко от премиерата на сезона и 1.82 милиона по-ниско от средния рейтинг на сезона. След това рейтингите се вдигат, но не превишават 7 милиона зрители. 4 дни след излъчването на 21-ви епизод и 3 дни преди 22-ри, CBS обявява, че спира сериала, заради ниски рейтинги. В следващите три дни започват петиции и недоволни писма на фенове, което вдига рейтинга на последния епизод на сериала. Последният сезон получава най-ниския среден рейтинг – 7.78 милиона зрители. Като се добавят DVR зрителите, среден рейтинг на сезона – 9.42 милиона зрители и 2.3/8 шеър (18-49).

## Спиране на сериала
След драстичния спад на рейтингите между четвърти и пети сезон на 18 май, 2010 г. CBS решава да спре сериала изненадващо. Изборът е бил между Шепот от Отвъдното и Медиум, които се излъчваха един след друг. Рейтингите на Медиум бяха по-ниски, но понеже CBS държи само 50% от сериала и де факто получава по-малко, отколкото Медиум им носи, са взели решението да спрат Шепот от Отвъдното. Понеже сериалът е съвместна продукция на CBS и ABC Studios, продуцентите на сериала преговаряха с Ей Би Си да откупят правата на сериала и да го подновят за шести сезон. Понеже спирането е било изненадващо, Ей Би Си не са предвидили резервен час на излъчване за сериала през ТВ сезон 2010-11, те отказаха да подновят Шепот от Отвъдното за шести сезон, въпреки че имат закупени права, върху сериала. Оттогава все още текат петиции за телевизионни филми или следващ сезон, но за сега без успех.
Дженифър Лав Хюит изпрати прощално видео на феновете на сериала, което е било заснето през юни 2010 г. преди да бъдат унищожени снимачните площадки на сериала. Във видеото, тя показва снимачните площадки на „Шепот от Отвъдното“, такива каквито само екипът на сериала ги е виждал, откривайки предмети, носещи спомени. В края на видеото, Хюит се обръща директно към феновете с думите "Бяха невероятни 5 години. Не мога да Ви се отблагодаря достатъчно, от дъното на душата си, затова, че бяхте толкова мили, толкова любящи, че приехте Мелинда и лудостта ѝ, всичките ѝ духове, всичките ѝ кошмари, всичките ѝ недовършени дела... Любовта и подкрепата Ви e всичко за екипът на „Шепот от Отвъдното“. Много, много ще ни липсвате. Обещавам, че скоро ще се завърне с нещо по телевизията, нещо много забавно. Сега вървете и вземте DVD-тата ни, мислете си за нас, нека Ви липсваме и знайте колко много Вие ще ни липсвате. Много любов. Извинете...", едва сдържайки сълзите си в края.

## DVD релийзи
| Сезон | Данни | Екстри | Дата на пускане                                                                                            |
| ----- | --- | --- | --- |
| 5     | - 22 епизода - 6 диска - Видео: Широкоерканно 1.78:1 Aspect Ratio - Аудио: Dolby Digital 5.1 Surround - Със субтитри | - Аудио коментари - Зад сцените - Празнуване на 100 епизода - Тройна награда - Сезон на промени - The Other Side IV уеб-епизоди - Призрачен град - Духовете на болница Рокланд Мемориъл | Регион 1 12 октомври 2010 Регион 2 TBA Регион 3 N/A Регион 4 TBA (Австралия) TBA(Бразилия) TBA (Аржентина) |

## Герои и актьори
| Актьор            | Герой                 |
| ----------------- | --------------------- |
| Дженифър Лав Хюит | Мелинда Гордън        |
| Дейвид Конрад     | Джим Кланси/Сам Лукас |
| Камрин Манхайм    | Делиа Банкс           |
| Кристоф Сандърс   | Нед Банкс             |
| Джейми Кенеди     | Илай Джеймс           |
| Конър Гибс        | Ейдън Лукас           |

## Епизоди
| Еп. № | Заглавие                           | Сценарист(и)                      | Режисьор(и)       | Първо излъчване                                      | Брой зрители (в милиони) |
| --- | ---------------------------------- | --------------------------------- | ----------------- | ---------------------------------------------------- | ------------------------ |
| 1 | Birthday Presence                  | П.К. Саймъндс и Лоури МъкКарти    | Дженифър Лав Хюит | 25 септември 2009 г. (САЩ) 20 май 2011 г. (България) | 8.76 10.01 с DVR         |
| Мелинда претърпява цезарово сечение и така се ражда синът ѝ, Ейдън Лукас. 5 години по-късно Джим и Мелинда отпразнуват петия рожден ден на Ейдън. Същевременно, всяка година откакто Ейдън се е родил, на рождения му ден, в определен час сърцето му спира, той посинява и след това отново се нормализира. Мелинда разбира, че има жена, която умряла, раждайки и сега си мисли, че духът на сина ѝ се е вселил в Ейдън. По-късно се разбира, че синът и е жив и здрав. |                                    |                                   |                   |                                                      |                          |
| 2 | See No Evil                        | Ренин Реншоу                      | Ерик Ланювил      | 2 октомври 2009 г. (САЩ) 20 май 2011 г. (България)   | 7.62                     |
| Когато студентка бива убита в автомобилна катастрофа, тя е убедена, че спам писмо, която тя не е предала на следващ човек, е предизвикало катастрофата, която е оставила майка ѝ в кома. Тя започва да преследва всеки, който не предаде и-мейлът. Мелинда разбира, че майката вече била болна от рак, за който дъщеря ѝ не е знаела. Майката почива, докато е в кома и дъщеря ѝ научава истината. След като е убедена, че спамът няма нищо общо, дух на име Скарлет бива представен. Тя манипулира момиче в болницата, което разпраща и-мейлът. Скарлет остава със Сенките. |                                    |                                   |                   |                                                      |                          |
| 3 | Till Death Do Us Start             | Марк Б. Пери                      | Глория Музио      | 9 октомври 2009 г. (САЩ) 27 май 2011 г. (България)   | 8.78                     |
| Бащата на Илай, Рей, умира от сърдечен удар. Майката на Илай, Евелин, е останала до него след смъртта си, криейки, че не е преминала. По-късно Мелинда научава, че Евелин е имала тайна връзка с приятел на семейството и Илай може би е полубрат на неговата възлюбена от детството. Но той разбира, че връзката е била с жена и вече може да продължи връзката си. Съшевременно, родителите му остават на Земята, за да го наглеждат. |                                    |                                   |                   |                                                      |                          |
| 4 | Do Over                            | Джон Грей                         | Джон Грей         | 16 октомври 2009 г. (САЩ) 27 май 2011 г. (България)  | 8.05                     |
| Когато Джим носи вкъщи антика от болницата, той носи с нея и дух. Мелинда и Ейдън са посетени от дух-доктор, който не можал да довърши операция и с вината си, той тормози всички около него. Мелинда трябва да инвестигира обитаванията в болницата и да разбере истината за смъртта на доктора. Същевременно, Делиа се сдобива с таен обожател. Нов дух е представен — пациент от '50-те, той също като Скарлет бива обладан от Сенките. |                                    |                                   |                   |                                                      |                          |
| 5 | Cause For Alarm                    | Мелиса Блейк и Джой Блейк         | Иан Сандър        | 23 октомври 2009 г. (САЩ) 3 юни 2011 г. (България)   | 8.59 9.80 с DVR          |
| Илай започва да лекува богаташ от параноя. Той има чувството, че го наблюдават и в крайна сметка се оказва дух. Мелинда разбира, че има собствени причини да разследва този дух и се разбира още нещо за дарбата на Ейдън. |                                    |                                   |                   |                                                      |                          |
| 6 | Head Over Heels                    | Лоури МъкКарти и Стефани Гупта    | Стийв Робман      | 30 октомври 2009 г. (САЩ) 3 юни 2011 г. (България)   | 8.29                     |
| Конникът без глава от легендата преследва Мелинда, когато книгата се озовава в училището на Ейдън. Но конникът има своя собствена история, която Мелинда трябва да разбере, преминавайки през ужасяващи видения и опасности. |                                    |                                   |                   |                                                      |                          |
| 7 | Devil's Bargain                    | П.К. Саймъндс и Марк Б. Пери      | Джеймс Кресантис  | 6 ноември 2009 г. (САЩ) 10 юни 2011 г. (България)    | 7.99                     |
| Шефовете на Джим и Илай споделят тайна, относно изчезнала млада жена, която се е върнала за недовършените си дела. И тези дела са достатъчно жизненоважни, за да предизвикат вниманието на Сенките — духовете, за които Ейдън предупреждава Мелинда. Те се завръщат след неуспеха им с Гейбриъл и Романо. |                                    |                                   |                   |                                                      |                          |
| 8 | Dead Listing                       | Лоури МъкКарти и Марк Б. Пери     | Питър Вернер      | 13 ноември 2009 г. (САЩ) 10 юни 2011 г. (България)   | 8.01                     |
| Когато дух отвежда Мелинда до тялото ся, тя бива въвлечена в една мистеря около убийство. Тя разбира, че духът е женен и има семеен бизнес с недвижими имоти, но връзката със съпругата му е далеч по-усложнена, отколкото изглежда. |                                    |                                   |                   |                                                      |                          |
| 9 | Lost In The Shadows                | П.К. Саймъндс и Лори МъкКарти     | Ким Моузес        | 20 ноември 2009 г. (САЩ) 17 юни 2011 г. (България)   | 8.43                     |
| Джим и Мелинда се сблъскват с класическия проблем за родителите — вредния приятел. Но в техния случай, приятелят е дух на момиче. Дилемата прераства в криза, когато момичето отвлича Ейдън, за да ѝ помогне да се пребори със Сенките. |                                    |                                   |                   |                                                      |                          |
| 10 | Excessive Forces                   | Стефани СенГупта                  | Кени Леон         | 4 декември 2009 г. (САЩ) 17 юни 2011 г. (България)   | 8.23                     |
| Мелинда се намира между чука и наковалнята, когато дух твърди, че е убит от полицай. Историята става още по-заплетена, когато се намесва дъщерята на полицая, която мечтае за отмъщение. Някой лъже и може би дори прикрива убийство. |                                    |                                   |                   |                                                      |                          |
| 11 | Dead Air                           | Лоури МъкКарти и Марк Б. Пери     | Глория Музио      | 8 януари 2010 г. (САЩ) 24 юни 2011 г. (България)     | 9.00                     |
| Унижаващи тайни биват казвани в ефира на радио в Грандвю, когато дух преследва станцията, където Нед работи. Наказанието се разпространява, докато духът търси отмъщение за смъртта, причинена от едно от известните шоута на радиото. |                                    |                                   |                   |                                                      |                          |
| 12 | Blessings In Disguise              | Ренин Реншоу и Бен Чаней          | Ян Елиасберг      | 15 януари 2010 г. (САЩ) 24 юни 2011 г. (България)    | 8.61                     |
| Мелинда трябва да открие истината зад ново семейство, преди тя да го разруши. |                                    |                                   |                   |                                                      |                          |
| 13 | Living Nighmare                    | П.К. Саймъндс                     | Иан Сандърс       | 29 януари 2010 г. (САЩ) 1 юли 2011 г. (България)     | 8.34                     |
| Когато Мелинда разкрива семейна тайна, хаос превзема болницата и града. Дух преследва без видим смисъл пациент, който е обвинен в убийство, но самият той не помни да го е извършвал. |                                    |                                   |                   |                                                      |                          |
| 14 | Dead То Ме а.k.a. Death In Madison | Пам Норис                         | Ралф Хемекър      | 5 февруари 2010 г. (САЩ) 1 юли 2011 г. (България)    | 8.77                     |
| Когато учителката по Култове към отвъдното на Нед е преследвана от дух на таен обожател, масичка за спиритически сеанси бива използвана, за да се разреши мистерията, но вместо това създава нова мистерия, която заплашва живот на близък човек на Мелинда. |                                    |                                   |                   |                                                      |                          |
| 15 | Implosion                          | Джон Грей                         | Дженифър Лав Хюит | 5 март 2010 г. (САЩ) 8 юли 2011 г. (България)        | 7.36                     |
| Дух, който е починал в изоставен склад за муниции, казва на Мелинда, че една неизползвана бомба е в грешните ръце, предупреждавайки, че някой важен човек ще изгуби живота си. Бедфорд отвлича Делия, като за размяна иска Книгата на Промените, за да се спаси от Сенките. Илай му я дава, но тя сама се изтрива, попадайки в ръцете му. Същевременно Сенките се разгневяват и бутат бомбата. Сградата на офиса на Делия експлодира, убивайки Бедфорд и Книгата. По-късно, когато Нед вади свой учебник, за да си напише домашните, той изведнъж се променя в Книгата на Промените. Той се усмихва и я оставя в шкафа си, без да вижда, че духът на Бедфорд наблюдава книгата.                                                   |                                    |                                   |                   |                                                      |                          |
| 16 | Old Sins Cast Long Shadows         | Марк Б. Пери                      | Джефри Леви       | 12 март 2010 г. (САЩ) 8 юли 2011 г. (България)       | 7.22                     |
| Продажбата на антики от стара къща в магазина на Мелинда я довежда до борба между Сенките и Блестящите. Старата къща е обитавана от духът на мадам Грета. От години насам тя използва малко момиченце — Касиди, за да довежда духове на малки деца при Сенките. Така Сенките няма да погълнат нея. Мелинда трябва да се справи с могъщите сили на Сенките, но дали ще издържи? |                                    |                                   |                   |                                                      |                          |
| 17 | On Thin Ice                        | Мелиса Блейк и Джой Блейк         | Иан Сандър        | 2 април 2010 г. (САЩ) 15 юли 2011 г. (България)      | 5.96                     |
| Когато художникът Деймън Уийвър започва да рисува своите сблъсъци с дух, още преди да са се случили, Мелинда и Ейвъри трябва да разрешат загадката. Но дали картините са негови и дали той е пророк или някой дух го следи? |                                    |                                   |                   |                                                      |                          |
| 18 | Dead Eye                           | П.К. Саймъндс и Лоури МъкКарти    | Джон Беринг       | 9 април 2010 г. (САЩ) 15 юли 2011 г. (България)      | 6.58                     |
| Когато объркан дух, облечен като клоун започва да следи Мелинда, тя и Илай трябва да разрешат последната мистерия на духа-частен детектив — любовна история пълна с подозрения и ненаситеност. |                                    |                                   |                   |                                                      |                          |
| 19 | Lethal Combination                 | Стефани СенГупта и Стийв Готфрайд | Ким Моузес        | 30 април 2010 г. (САЩ) 22 юли 2011 г. (България)     | 6.57                     |
| В опит да прекарат вечер насаме, Джим и Мелинда викат бавачка за Ейдън, но всичко се обърква. Ейдън се заклещва и бавачката не може да го извади. Оказва се, че тя има доста пъстро досие. Когато Мелинда започва да разследва, историята се задълбочава до голяма степен, стигайки до полигамия и употреба на наркотици. |                                    |                                   |                   |                                                      |                          |
| 20 | Blood Money                        | П.К. Саймъндс и Лоури МъкКарти    | Ерик Ланювил      | 7 май 2010 г. (САЩ) 22 юли 2011 г. (България)        | 6.51                     |
| Трима студента намират заровена чанта с пари, но с нея вървят и костите на жертва на отвличане. Когато Мелинда започва да разследва, тя стига до такава опасност, че убиецът я държи под прицел, все още търсейки парите си, а духът крещи за отмъщение. |                                    |                                   |                   |                                                      |                          |
| 21 | Dead Ringer                        | Марк Б. Пери и Стефани СенГупта   | Иан Сандър        | 14 май 2010 г. (САЩ) 29 юли 2011 г. (България)       | 6.43                     |
| При редовното разследване на дух, изведнъж всичко се обръща наопаки, когато духът се появява жив и здрав. Мелинда се оказва въведена в дълбока история за отмъщение. Междувременно, виденията ѝ започват да стават все по реалистични и тя започва да не различава реалност от видение, което води до влошаване на връзката ѝ с Джим. Когато тя се изправя пред врагове, които не е предполагала, че има, Мелинда прави съдбоносно решение за себе си и Ейдън, но дали това е за тяхно добро? |                                    |                                   |                   |                                                      |                          |
| 22 | The Children's Parade              | Джон Грей                         | Джон Грей         | 21 май 2010 г. (САЩ) 29 юли 2011 г. (България)       | 6.85                     |
| В последния епизод Мелинда разследва група деца, умрели в болницата на Грандвю. Междувременно се разбира, че Карл е бил обладан от Сенките, когато е казал на Мелинда, че най-доброто за Ейдън е да спре да вижда духове. Това прави Мелинда и Ейдън беззащитни. Сенките се възползват и превземат Мелинда, с намерението да я убият. Карл научава това и разбира, че всъщност Блестящите са духове на преминали в Отвъдното деца. Той разкрива на Ейдън мисията му като водач на Блестящите и заедно с всички, които Мелинда е обичала и с помощта на Блестящите, се изправят пред последната битка за спасение. Всички са готови на всичко, но успехът ще дойде с помощта на чудо, а способни ли са те да направят сами такова? |                                    |                                   |                   |                                                      |                          |

## Рейтинги на сезона
Сезонът събира средно 7.78 милиона зрители на епизод, правейки го най-негледания сезон от всички. Най-високия рейтинг на сезона е 9.00 милиона зрители(11 епизод), а най-ниския за сезона(както и за сериала) – 5.96(17 епизод).
| Име на епизода             | Рейтинг | Шеър | Рейтинг/Шеър(18-49) | Брой зрители (в милиони) |
| -------------------------- | ------- | ---- | ------------------- | ------------------------ |
| Birthday Presence          | 5.5     | 10   | 2.3/8               | 8.76                     |
| See No Evil                | 4.8     | 9    | 1.7/6               | 7.62                     |
| Till Death Do Us Start     | 5.4     | 10   | 2.2/8               | 8.78                     |
| Do Over                    | 5.0     | 9    | 2.0/7               | 8.05                     |
| Cause For Alarm            | 5.3     | 10   | 2.1/7               | 8.59                     |
| Head Over Heels            | 5.2     | 9    | 2.0/7               | 8.29                     |
| Devil's Bargain            | 5.0     | 9    | 1.9/6               | 7.99                     |
| Dead Listing               | 5.1     | 9    | 2.0/7               | 8.06                     |
| Lost In The Shadows        | 5.3     | 10   | 2.0/7               | 8.42                     |
| Ecessive Forces            | 5.2     | 9    | 1.9/7               | 8.18                     |
| Dead Air                   | 5.5     | 9    | 2.2/7               | 9.00                     |
| Blessings In Disguise      | 5.3     | 9    | 2.3/8               | 8.61                     |
| Living Nightmare           | 5.0     | 9    | 1.9/6               | 8.34                     |
| Death in Madison           | 5.4     | 9    | 2.2/7               | 8.73                     |
| Implosion                  | 4.7     | 9    | 1.6/6               | 7.36                     |
| Old Sins Cast Long Shadows | 4.5     | 8    | 1.8/6               | 7.22                     |
| On Thin Ice                | 4.0     | 8    | 1.3/5               | 5.96                     |
| Dead Eye                   | 4.2     | 8    | 1.5/6               | 6.55                     |
| Lethal Combination         | 4.3     | 9    | 1.5/6               | 6.57                     |
| Blood Money                | 4.0     | 8    | 1.3/6               | 6.46                     |
| Dead Ringer                | 4.1     | 8    | 1.3/6               | 6.48                     |
| The Children's Parade      | 4.4     | 9    | 1.6/7               | 6.85                     |